# 2009-es Bundesvision Song Contest
A 2009-es Bundesvision Song Contest volt az ötödik Bundesvision Song Contest, melyet Brandenburg tartományi székhelyén, Potsdamban rendeztek meg, mivel a 2008-as versenyt a Brandenburgot képviselő Subway to Sally Auf Kiel című dala nyerte. A versenyre 2009. február 13-án került sor. A helyszín a potsdami Metropolis-Halle volt.

## A helyszín és a verseny
A verseny pontos helyszíne a Potsdamban található Metropolis-Halle volt, amely 5 000 fő befogadására alkalmas.
| Németország Potsdam |

A dalfesztivál házigazdái sorozatban harmadszor Stefan Raab, Johanna Klum és Elton voltak.
Az adás Stefan Raab és a tartományok zászlóvivőinek bevonulásával kezdődött. A verseny és a szabályok ismertetése után Raab köszöntötte Matthias Platzecket, a házigazda tartomány akkori miniszterelnökét. Ezután bevonult a helyszínre a másik műsorvezető, Johanna Klum, és egy rövid interjú erejéig színpadra lépett az előző év győztese, a Subway to Sally is. Az együttes a győztesnek járó trófeát is bemutatta, majd a dalok utáni szünetben meghívott előadóként is fellépett. Végül kapcsolták a Green Roomot, ahonnan a harmadik műsorvezető, Elton köszöntötte a nézőket.
A dalok előtti képeslapok az adott tartományról és versenyzőikről szóló kisfilmek voltak. A képeslapok előtt és után rövid felvezető szövegek hangzottak el.
Először fordult elő, hogy egy előadó a német nyelv egyik dialektusát használta dalában: a bajor Claudia Koreck bajor nyelven énekelt.
A verseny Berlin második győzelmével zárult. A tartományt képviselő Peter Fox utolsóként lépett fel. Érdekesség, hogy a tartomány első győztese, a Seeed szintén utolsóként állt színpadra 2006-ban.

## A résztvevők
A versenyen Németország tizenhat tartománya vett részt.
2007 után másodszor szerepelt a Türingiát képviselő Chapeau Claque, mely első részvételén a Northern Lite együttessel közösen indult, valamint a brandenburgi Sven van Thom, aki korábban a Beatplanet tagjaként szerepelt. Másodszor vett részt a verseny győztese, a berlini Peter Fox is, aki 2006-ban a Seeed tagjaként már nyert. Így ő az első előadó, aki két alkalommal is az első helyen végzett.

## A szavazás
A szavazás a fellépési sorrendnek megfelelően történt, vagyis Hessen volt az első, és Alsó-Szászország volt az utolsó szavazó.
Minden tartomány az eurovíziós rendszerben szavazott, vagyis 1-8, 10 és 12 pontot osztottak ki a legjobbnak ítélt tíz dalnak. A nemzetközi versennyel ellentétben azonban saját dalra is lehetett szavazni, így a legtöbb tartomány saját magának adta a maximális tizenkét pontot.
Az elsőként szavazó Hessen saját magát helyezte az élre. A Saar-vidék hét pontjával Szászország vezetett, majd a nyolc ponttal csatlakozott hozzá Észak-Rajna-Vesztfália is. A tíz ponttal Berlin vette át a vezetést, de Mecklenburg-Elő-Pomeránia hét pontjával Észak-Rajna-Vesztfália megelőzte őket. A nyolc pont után Szászország, a tíz ponttal pedig Berlin került az első helyre. Szász-Anhalt nyolc pontjával ismét Szászország, a tizenkét ponttal pedig ismét Berlin vezetett. A főváros ezt követően végig meg tudta őrizni előnyét.
2006 után ez volt Berlin második győzelme és az első alkalom, hogy egy tartomány másodszor nyert.
A győztes dal minden tartománytól kapott pontot, emellett egy tartomány sem adott a dalnak tíz pontnál kevesebbet. A maximális tizenkét pontot Szász-Anhalt, Észak-Rajna-Vesztfália, Brandenburg, Schleswig-Holstein, Alsó-Szászország, Rajna-vidék-Pfalz és Berlin szavazóitól gyűjtötte be a főváros.
Szász-Anhaltot a saját magának adott tizenkét pont mentette meg a nulla pontos utolsó helytől.

## Eredmények
| #  | Tartomány                 | Nyelv        | Előadó                    | Dal                                | Magyar fordítás                   | Helyezés | Pontszám |
| -- | ------------------------- | ------------ | ------------------------- | ---------------------------------- | --------------------------------- | -------- | -------- |
| 01 | Hessen                    | német        | Fräulein Wunder           | Sternradio                         | Csillagrádió                      | 6.       | 53       |
| 02 | Saar-vidék                | német        | P:lot                     | Mein Name ist                      | A nevem…                          | 14.      | 21       |
| 03 | Mecklenburg-Elő-Pomeránia | német        | Marteria                  | Zum König geboren                  | Királynak született               | 12.      | 23       |
| 04 | Szász-Anhalt              | német        | Angela’s Park             | Generation Monoton                 | Egyhangú generáció                | 16.      | 10       |
| 05 | Észak-Rajna-Vesztfália    | német        | Rage                      | Gib dich nie auf                   | Soha ne add fel                   | 3.       | 112      |
| 06 | Türingia                  | német, angol | Chapeau Claque            | Pandora (Kiss Miss Tragedy)        | Pandora (Csókkisasszony-tragédia) | 6.       | 53       |
| 07 | Brandenburg               | német        | Sven van Thom             | Jaqueline (Ich hab Berlin gekauft) | Zsaklin (Megvettem Berlint)       | 9.       | 37       |
| 08 | Bajorország               | bajor        | Claudia Koreck            | I wui dass du woasst               | Szeretném, ha tudnád              | 10.      | 34       |
| 09 | Schleswig-Holstein        | német        | Ruben Cossani             | Bis auf letzte Nacht               | A legutóbbi éjszakát kivéve       | 8.       | 44       |
| 10 | Alsó-Szászország          | német        | Fotos                     | Du fehlst mir                      | Hiányzol                          | 15.      | 12       |
| 11 | Bréma                     | német        | Flowin Immo et les Freaqz | Urlaub am Attersee                 | Nyaralás az Atterseenél           | 11.      | 25       |
| 12 | Rajna-vidék-Pfalz         | német        | Pascal Finkenauer         | Unter Grund                        | Földalatti                        | 12.      | 23       |
| 13 | Szászország               | angol, német | Polarkreis 18             | The Colour of Snow                 | A hó színe                        | 2.       | 131      |
| 14 | Baden-Württemberg         | német        | Cassandra Steen           | Darum leben wir                    | Ezért élünk                       | 4.       | 103      |
| 15 | Hamburg                   | német, angol | Olli Schulz               | Mach den Bibo                      | Csináld a Nagy Madarat            | 5.       | 73       |
| 16 | Berlin                    | német        | Peter Fox                 | Schwarz zu blau                    | Feketét kékre                     | 1.       | 174      |

## Ponttáblázat

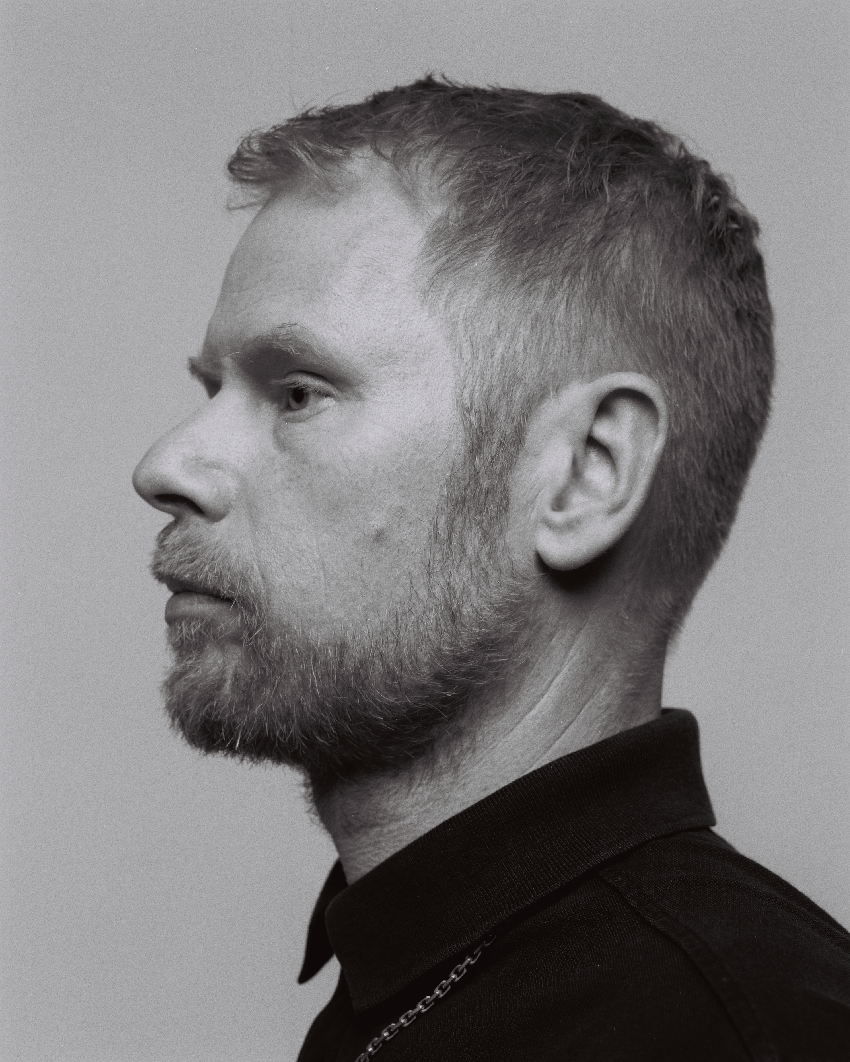
Peter Fox, a verseny győztese Berlinből

| Hessen                    | 53  | 12 | 2  | 1  | 4  | 4  | 5  | 3  | 5  | 1  | 1  |    | 5  | 5  | 5  |    |    |
| Saar-vidék                | 21  |    | 12 |    |    | 5  | 1  |    |    |    |    |    | 3  |    |    |    |    |
| Mecklenburg-Elő-Pomeránia | 23  |    | 5  | 12 |    |    |    |    |    | 2  |    |    |    |    |    | 2  | 2  |
| Szász-Anhalt              | 10  |    |    |    | 10 |    |    |    |    |    |    |    |    |    |    |    |    |
| Észak-Rajna-Vesztfália    | 112 | 7  | 8  | 7  | 7  | 10 | 7  | 7  | 7  | 6  | 7  | 5  | 7  | 8  | 7  | 6  | 6  |
| Türingia                  | 53  | 5  | 4  | 2  | 5  |    | 12 | 5  | 3  |    |    | 4  | 1  | 7  | 2  |    | 3  |
| Brandenburg               | 37  | 1  |    | 3  | 3  | 1  | 3  | 10 | 2  | 3  |    |    |    | 4  |    |    | 7  |
| Bajorország               | 34  | 4  | 1  |    |    | 2  | 2  | 1  | 12 |    |    | 2  | 2  | 1  | 6  |    | 1  |
| Schleswig-Holstein        | 44  |    |    | 5  | 2  | 3  | 4  | 2  | 1  | 10 | 3  | 3  |    | 2  | 1  | 8  |    |
| Alsó-Szászország          | 12  |    |    |    |    |    |    |    |    |    | 10 | 1  |    |    |    | 1  |    |
| Bréma                     | 25  | 2  |    |    |    |    |    |    |    |    | 4  | 12 |    |    |    | 3  | 4  |
| Rajna-vidék-Pfalz         | 23  |    |    |    |    |    |    |    |    | 4  | 2  |    | 10 |    | 3  | 4  |    |
| Szászország               | 131 | 8  | 7  | 8  | 8  | 8  | 8  | 8  | 8  | 7  | 8  | 8  | 8  | 12 | 8  | 7  | 10 |
| Baden-Württemberg         | 103 | 6  | 6  | 6  | 6  | 7  | 6  | 6  | 6  | 5  | 5  | 7  | 6  | 6  | 12 | 5  | 8  |
| Hamburg                   | 73  | 3  | 3  | 4  | 1  | 6  |    | 4  | 4  | 8  | 6  | 6  | 4  | 3  | 4  | 12 | 5  |
| Berlin                    | 174 | 10 | 10 | 10 | 12 | 12 | 10 | 12 | 10 | 12 | 12 | 10 | 12 | 10 | 10 | 10 | 12 |

### 12 pontok
| Darab | Jutalmazott tartomány     | Szavazó tartomány                                                                                                  |
| ----- | ------------------------- | --- |
| 7     | Berlin                    | Alsó-Szászország, Berlin, Brandenburg, Észak-Rajna-Vesztfália, Rajna-vidék-Pfalz, Schleswig-Holstein, Szász-Anhalt |
| 1     | Baden-Württemberg         | Baden-Württemberg                                                                                                  |
| 1     | Bajorország               | |
| 1     | Bréma                     | |
| 1     | Hamburg                   | |
| 1     | Hessen                    | |
| 1     | Mecklenburg-Elő-Pomeránia | |
| 1     | Saar-vidék                | |
| 1     | Szászország               | |
| 1     | Türingia                  | |

## Visszatérő előadók
| Előadó         | Tartomány   | Előző év(ek)                            |
| -------------- | ----------- | --------------------------------------- |
| Chapeau Claque | Türingia    | 2007 (a Northern Lite közreműködésében) |
| Peter Fox      | Berlin      | 2006 (a Seeed tagjaként; győztes)       |
| Sven van Thom  | Brandenburg | 2007 (a Beatplanet tagjaként)           |

## Térkép

| Győztes 2. helyezett 3. helyezett 4. helyezett 5. helyezett 6. helyezett 7. helyezett 8. helyezett | 9. helyezett 10. helyezett 11. helyezett 12. helyezett 13. helyezett 14. helyezett 15. helyezett 16. helyezett |

## Részt vevő rádióállomások
Az Eurovíziós Dalfesztivállal ellentétben ezen a versenyen regionális rádióállomások választják ki a tartományok képviselőit. A 2009-es verseny részt vevő rádióállomásai a következők voltak:
| - radio ffn - bigFM - Bayern 3 - Energy Berlin - 94.5 Radio Cottbus - Energy Bremen - Metal Only - Radio Hamburg | - Hit Radio FFH - Antenne MV - RPR1. - Radio Flensburg - bigFM - Rockland - Energy Sachsen - Radio Top 40 |

## Galéria
A verseny műsorvezetői:

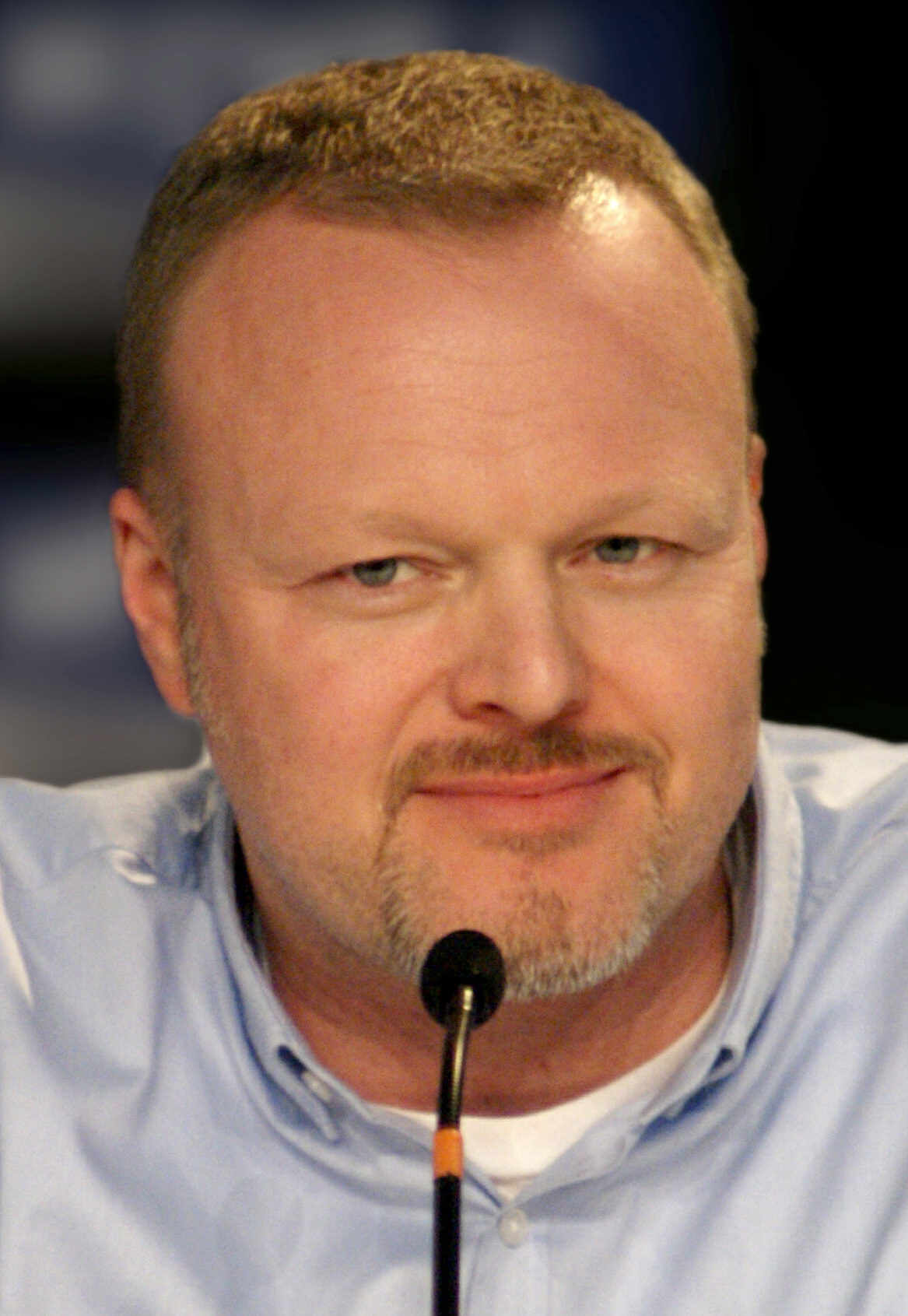
Stefan Raab
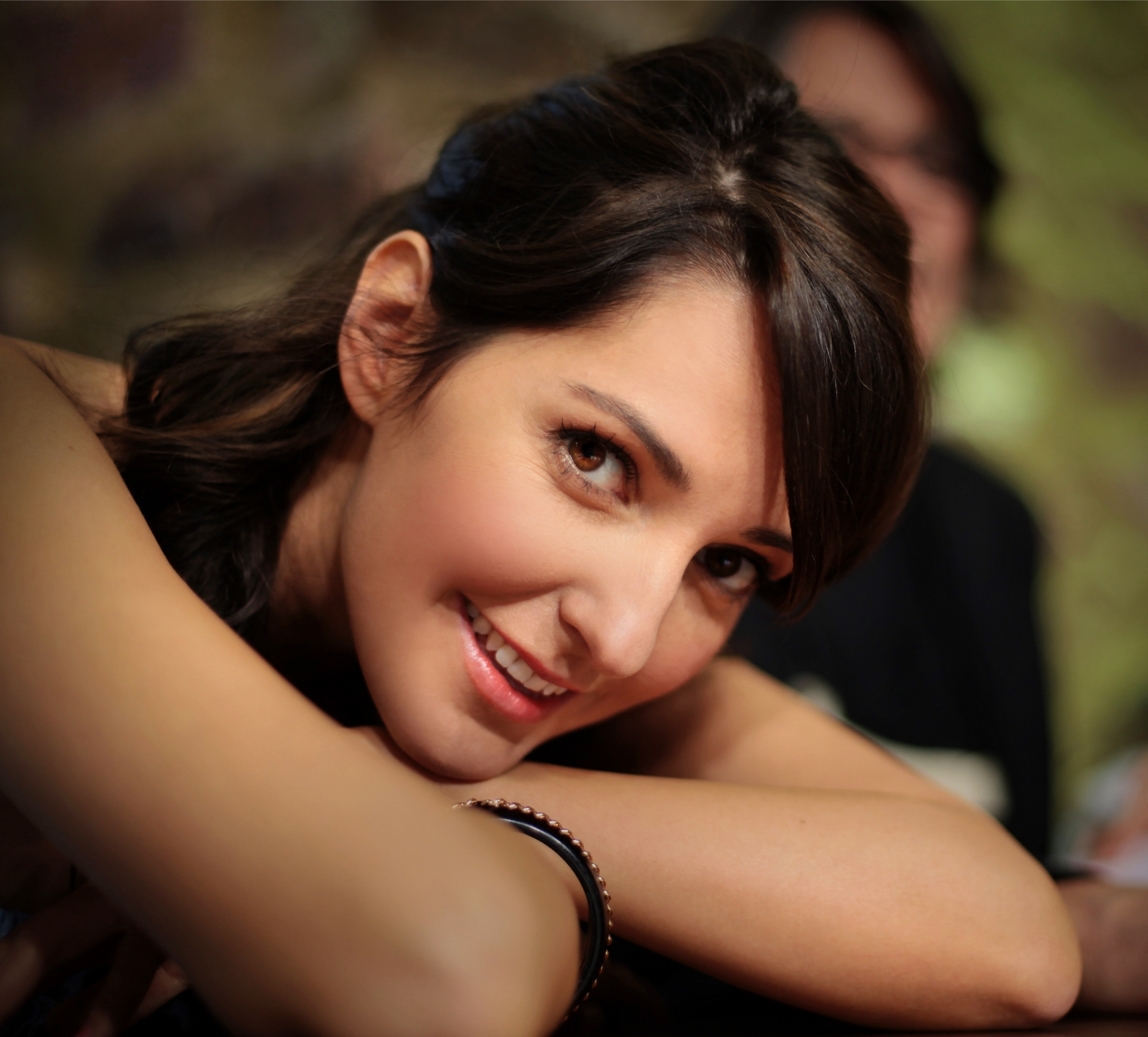
Johanna Klum
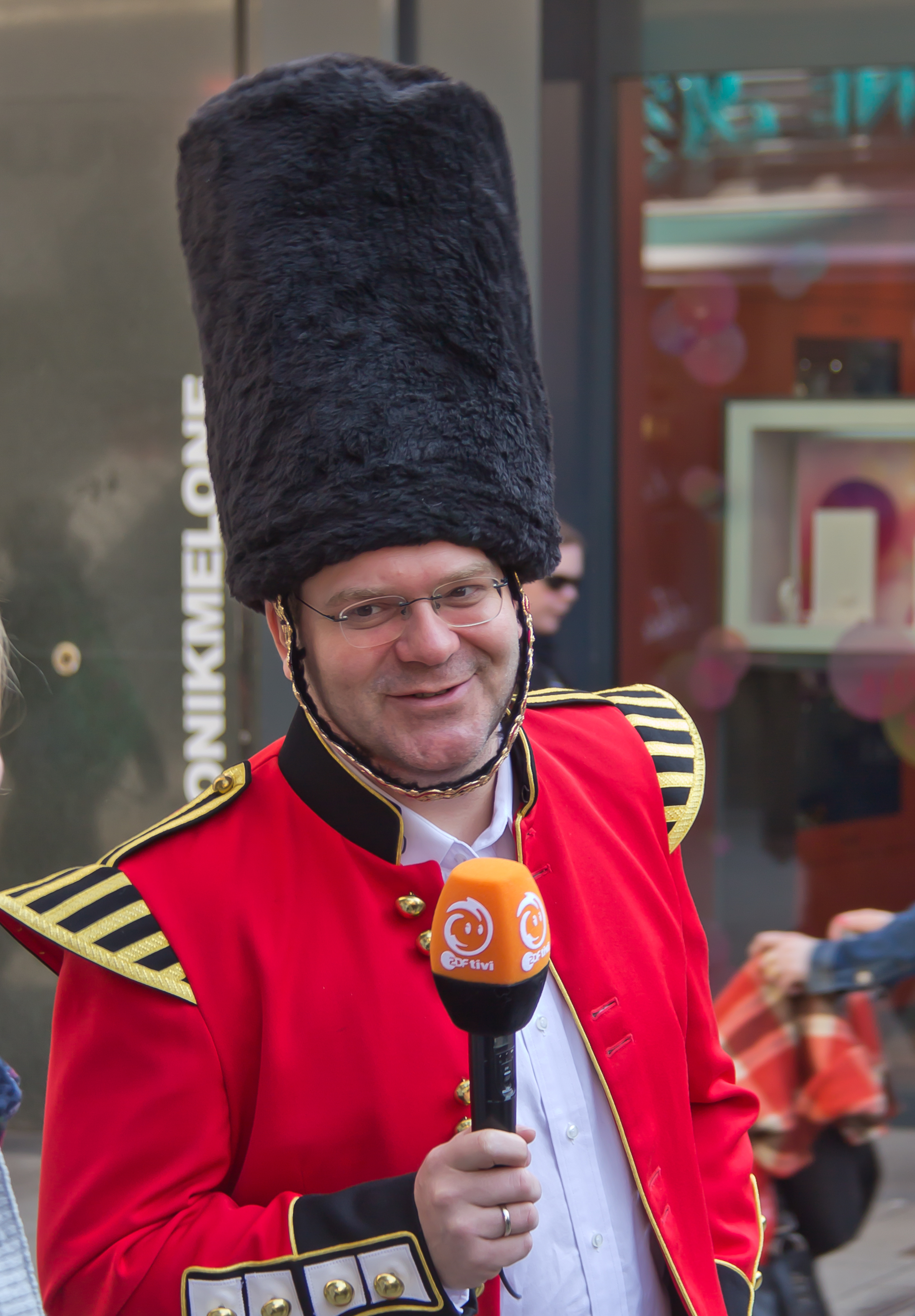
Elton